# ウォーキング・デッド
『ウォーキング・デッド』（The Walking Dead）は、ロバート・カークマン、トニー・ムーア、チャーリー・アドラードによるグラフィックノベル・シリーズ。
なお、トニー・ムーアが作画したのは第一章までの数話のみで、以降はチャーリー・アドラードが描いている。また、チャーリー・アドラードが担当後はキャラクターの性格設定や描写などが過激なものへ修正されている。原作の日本語訳版は1〜7までは飛鳥新社から発売されているが、8からはヴィレッジブックスから発売されている。翻訳は風間賢二が担当している。
2010年10月31日から2022年まで、アメリカ合衆国のケーブル・テレビ・チャンネルのAMCでドラマ化された。（ドラマ「ウォーキング・デッド」）

## あらすじ
『ウォーキング・デッド』は、ゾンビによる世界の終末を迎えた後の物語であり、荒廃したアメリカ合衆国で安住の地を求めてウォーカーの集団から逃れつつ旅をする少人数のグループを描く。ウォーカーとはあらゆる生き物をむさぼり食う動く死人で、人間は脳が無事なまま死亡するとウォーカーになってしまう。第一章はアトランタでのウォーカーとの戦いで始まるが、第二章からは街を離れ主に刑務所を舞台とした人間同士のぶつかり合いが描かれていく。

### 第一章「過ぎ去りし日々」《Volume 1『DAYS GONE BYE』》
田舎町の警察官リック・グライムズは職務中に撃たれ、昏睡状態に陥る。どれほど気を失っていたのか、目を覚ましてみると病院内には人気がない。それどころか、動き回る死体で廊下はあふれ返っている。外に出ても状況は変わらず、荒廃しきった景色の中で、死体が蠢いている。
リックは、妻と息子の姿を求めて自宅へ戻る。だが、そこももぬけの殻となっていた。絶望する彼の頭を一撃するスコップ。気がつくと、黒人親子の姿がある。付近に残った唯一の生存者、モーガンとデュエイン親子だった。ゾンビと勘違いしたデュエインが、リックを殴り倒したのだった。
ゾンビの大発生と、社会システムの崩壊。その経緯を聞かされるリック。付近の住民たちは、最も近い大都市であるアトランタへの避難を指示されたのだと言う。ならば妻子もまたそこにいるに違いないと考える。
まずは勤務先であった警察署へ行き、武器を集め、車両を調達する。その土地に残ると言うモーガン親子と別れ、リックはひとりアトランタへ向かう。だが、ようやくたどり着いた街は、完全にゾンビの支配下にある。
危ういところで、ひとりの若者グレンに命を救われるリック。その手引きによってからくも脱出し、生存者たちの住むキャンプ地へ案内される。すると、そこには妻であるローリと息子のカール、そして元同僚の親友シェーンの姿があった。アトランタ入りに一歩遅れた人間たちが郊外に留まり、野営を続けていたのである。再会を喜び合う三人の姿を、なぜかひとりシェーンだけが複雑な表情で見守る。
仲間に迎え入れられたリックは、アトランタ市内からの武器調達を提案し、グレンと共に出発する。死体の腐臭を身体に染み付かせれば、ゾンビたちの目を欺き、市中深く侵入することができるのではないか、というのがリックの考えであった。
果たして、目論見は的中する。襲われることなく、ゾンビたちのただなかを鉄砲店にたどり着く。用事を済ませたところで、雨が降り始める。雨は臭いを洗い流し、たちまちゾンビが襲いかかる。だがふたりは、ふたたび危ういところで難を逃れる。
武器の揃ったキャンプ地では射撃練習がはじまり、仲間のひとりであるアンドレアが意外な才能を見せる。
一方で、野営地には冬が迫り始める。一行は、同じ土地に留まるか、移動を開始するかの判断を迫られる。リックは、救援部隊が来ることはないと判断し、危険な大都市近郊離脱を主張する。シェーンは、その悲観的な考えを否定し、あくまで留まるべきだと言い張る。そうした議論においても、奇妙に感情的になるシェーンを、リックはいぶかしげに見つめる。
しばらくの間判断は保留されるが、ある晩、キャンプ地はゾンビの大群に襲われる。アンドレアの妹エイミーが命を落とし、機械工のジムが負傷する。腕を齧られたジムは徐々に容態を悪化させ、同じように命を落とした家族に合流すべく、ゾンビになることを自ら選択する。
この事件を契機に、シェーンとの間でくすぶっていた議論が再燃する。激しい口論となり、シェーンは感情を爆発させる。リックさえ戻らなければすべてうまくいっていたのだと喚き散らすシェーン。だが、手にした銃をリックに向けたところで、一発の銃声と共に斃れる。父の身の危険を察知したカールが、シェーンを撃ち倒したのであった。

### 第二章「歩み来たりし道のり」《Volume 2『MILES BEHIND US』》
アトランタ近郊へと避難するに際して、ローリはシェーンの思いを受け入れていたのだ。リックの生死は絶望的、息子のカールを抱えてふたりだけでは生き延びられないという状況の中でなされた選択だった。シェーンの墓標に唾を吐きかけて立ち去るローリ。
一行はデールのキャンピングカーに乗り込み、野営地を後にする。
雪の闇夜で、タイリースと遭遇する。かれは娘のジュリーとそのボーイフレンドであるクリスを連れている。三人は、リックらと行動を共にすることになる。タイリースは、力強い男手として重宝される。
一行は、放棄された住宅地を見つける。しかもそこは周囲を塀で囲まれており、ゾンビの侵入も少ないように見える。ようやく安住の地を見つけたと喜ぶが、翌朝、そこはゾンビの巣となっていることを発見する。脱出の過程でドナが命を落とし、残された夫のアレンは、双子の息子を抱えて生きる気力を失う。
冬の山林を彷徨い、食糧難に陥るリックたち。狩りに出ても獲物はほとんどない。ある日、狩猟に同行したカールが、被弾する。付近の農場で働く男、オーティスによる誤射だった。農場主ハーシェルは獣医であり、人間の手当の心得もあるというオーティスの訴えに従って、カールを搬入するリック。
そのハーシェルの治療により、カールは命を取り留める。少年の傷が癒えるまでなら、と農場への滞在を許可されるリックたち。信心深く穏健な人物かと思えるハーシェルだが、ふとしたことをきっかけに、納屋に大量のゾンビたちを収納していることが判明する。かれらは正体不明の病に罹患しているにすぎない可能性がある、というのが、その言い分だった。ゾンビはすべて処分すべきだと主張するリックとの間に、激しい口論が持ち上がる。
その場では引き下がるリックだが、敷地内に迷い込んで来たゾンビの処理をするに際して、ちょっとした手違いからハーシェルの長男アーノルドと長女レイシーが餌食となってしまう。ようやくリックの言い分が正しいことを認めるハーシェル。
だが、屋内で寝泊まりさせてくれと頼み込むリックに対して、ハーシェルは直ちに立ち去るよう言い放つ。彼らが姿を現してからろくなことが起こらないから、と。ひとり、ハーシェルの次女マギーと親密な仲になったグレンだけが農場に残る。
ふたたび移動の日々に出る一行だが、ついに「安息の地」を見つける。刑務所を発見したのである。

### 第三章「塀の中の安全」《Volume 3『SAFETY BEHIND BARS』》
リックは、タイリースとアンドレアを従えて、ひとまずフェンス内をうろついているゾンビの一群を撃ち倒す。ブロックごとにゾンビを処分してゆけば、フェンスを閉じることで塀の内側に安全地帯を確立することができるように見える。
内部へと進んでゆくと、扉の閉ざされた一画に行き当たる。扉を開けると、デクスターら取り残された囚人たちの姿がある。大量の食糧も保管されており、大喜びでそれにありつくリックたち。
かれらが囚人であることを知り、警戒するリックらではあったが、他に選択肢もなく、共同生活を始める。リックはまた、ローリやタイリースの反対を押し切り、農場にいるハーシェル一家に刑務所の存在を知らせ、かれらを迎え入れる。
一方で、子ども扱いされているジュリーとクリスは、不満を募らせている。ある晩、ふたりは心中を図り、ジュリーだけが死に、クリスは死にそびれる。そこへタイリースが駆けつける。甦ったジュリーを撃つクリス。タイリースは、怒りに身を任せてクリスに襲いかかる……。
ゾンビに噛みつかれていないにもかかわらず甦ったジュリーの姿を目の当たりにしたリックは、ひとりシェーンの墓標を訪れる。墓を掘り返し、身を起こすシェーンにとどめをさす。
その間刑務所では、不思議なまでに平静な様子のタイリースが、体育館の「掃除」を提案する。内部のゾンビを一掃し、ウェイトリフティングをやりたいのだと言う。そして、グレンやアンドレアらを従えて作業に着手するが、やみくもに前進してゆくタイリースは、ゾンビの大群の中で孤立してしまう。やむなくかれを残し、脱出するグレンたち。
その頃刑務所内の別の場所では、ハーシェルの末娘である双子スージーとレイチェルの姿が見えなくなる。ふたりを探すハーシェルは、首を切断された状態で蠢く遺体を発見する。ローリらは、デクスターを犯人と決め付け、監禁する。
刑務所に帰還したリックはその報に接し、ハーシェルらを招き入れさえしなければと自らを責める。同時に、タイリースを放ってはおけないと体育館に侵入する。すると、すべてのゾンビを処分したタイリースが、汚物まみれの微笑みでリックらを出迎えるのであった。
双子殺しの犯人は、自称「詐欺犯」のトーマスであった。かれは、ひとりきりで作業をするアンドレアを見つけ、襲いかかる。リックはトーマスを殴り倒し、痛めつける。そして、「殺した者は殺される」というルールを共有すべきだと主張し、トーマスの処刑を訴える。
その意見に賛成するデール。トーマスによって頬を深く切り裂かれたアンドレアも、処刑を望む。タイリースは異論を唱えない。ただひとりローリだけが、トーマスを単に追放すべきだと訴える。だが「正義の執行者は殺人者ではない」と諭され、夫の立場を支持することを決心する。
オーティスのガールフレンドであるパトリシアは、トーマスの一見穏やかな外見をうのみにし、密かにかれを釈放する。だがトーマスはその行為に感謝することなく、たちまちパトリシアに襲いかかる。そこへ、妹たちふたりを惨殺され深い絶望に陥っていたマギーが姿を現し、トーマスを射殺する。
ハーシェルは、トーマスがフェンス外のゾンビたちに喰い散らかされる様子を静かに見つめる。
釈放されたデクスターは、リックたちには明かしていなかった場所から武器を調達し、反乱を起こす。そして、命惜しくば刑務所から立ち退け、とかれらに迫るのであった。

### 第四章「心の渇き」《Volume 4『THE HEART'S DESIRE』》
デクスターらによる反乱は成功を収めるかに見えたが、彼らの行動により開放された出入り口から大量のゾンビが移住空間になだれ込み、事態は一挙に混乱に陥る。それに乗じ、リックはデクスターを射殺し、事態を収拾するが、仲間には流れ弾が当たったのだと説明する。絶望したアンドリューは、柵の外へとひとり駆け出していく。
同じ頃刑務所の入口では、ゾンビを二体引き連れた謎の女剣士が到着していた。巧みな剣さばきで、窮地に陥ったオーティスの命を救う。女性の名はミショーン。武器を手放すことを条件に、刑務所内へと招き入れられる。
刑務所には再び平穏な時間が訪れる。アンドレアは囚人服を仕立て直すことで一同の洋服を作り、ハーシェルはアクセルや息子のビリーを従えて農作業を始める。グレンとマギーは以前にもまして愛情を確認し合うが、キャロルとの関係を続けるタイリースの視線の先にはミショーンの姿が侵入してくる。
そんなある日、刑務所内に発電機が発見される。だがその探索行の途中、アレンがゾンビに足を噛まれてしまう。感染を食い止めようと、とっさにその足を切断するリック。ハーシェルもまた獣医としての知識を動員し手を尽くすが、出血多量に陥ったアレンは生死の境を彷徨い始める。
一方で、タイリースはとうとうミショーンの誘惑に身を任せてしまう。それを目撃したキャロルはタイリースに別れを告げ、自殺を図る。
懸命にグループをまとめあげようとしているのに、勝手な行動でそれを妨害するな、とタイリースを責め立てるリック。口論は殴り合いの喧嘩に発展するが、それでもリックは舌鋒を緩めようとしない。とうとう、大義名分ではなく楽しみのために人を殺してきているのではないかとリックに反撃を加えるタイリース。アレンの足を切断したのも同じ理由ではないのか、と。
乱闘の果てに、床に倒れ込む二人。そこへ、アレン死去の報が届く。ふらつきながらも立ち上がり、アレンに弾丸を撃ち込むリック。そして、そのまま意識を失う。
気がつくとベッドの脇にはキャロルがいる。自分のことでタイリースと喧嘩をしてくれたのがうれしいと礼を言い、突然リックにキスをする。傷心はわかるが、世界には他にも生存者の男性が存在しているはずだからと彼女をいさめるリック。
入れ替わりにデールがやってきて、指導者の立場を外れるようリックに告げる。いわく、指導者としての重圧がリックの精神を押しつぶしかけているので、以降の意思決定は委員会が行うことになった、と。委員には彼ら二人のほか、ハーシェルとタイリースが就任することになる。
申し出を了承するリック。だが、一言だけみなに話したいことがあると告げる。
世界は完全に変わってしまった。それに伴い、人間の守るべき規則も変わってしまった。生命のためにはどんなことでもしなければいけない。ゾンビの頭を撃ち抜き、首を叩き斬った時から、自分たちは以前とは異なった存在になったのだ。今や、自分たちこそが生きた屍（ウォーキング・デッド）なのだとリックは一同に語りかける。

### 第五章「最大の防御」《Volume 5『THE BEST DEFENSE』》
刑務所内の探索を続ける中、暴動鎮圧用の装甲服などを備えた武器庫を発見する。
キャロルは図書館から大量の本を持ち出し、読書三昧の時間を過ごしているが、感情的には不安定なまま、ローリに依存する様子を見せる。
リックとグレンは装甲服を装着し、刑務所の駐車場に並んでいる自動車からガソリンを抜き取る作業に取りかかる。その時、ふたりは墜落してゆくヘリコプターの姿を目撃する。ミショーンも参加し、追跡を開始する。だが墜落現場に辿り着いてみると、機体の残骸と共に大量の足跡が残されているばかりで、人影はない。日没が訪れるが、追跡を続けることを決める三人。
その頃刑務所内では、キャロルが新しい家族のかたちをローリに提案する。リック夫妻と結婚し、三人でカール、ソフィア、そしてやがて生まれてくるローリの赤ん坊を育てればよい、と。ローリは、嫌悪感と共にそれを強く拒絶する。そんな出来事がありながらも、リックらの帰りを心配しながら、仲間たちは夜を過ごす。
リックたち三人は、ウッドベリーという町に到着する。一見人気が無いように見えるが、たちまちのうちに武器を持った住民たちに包囲されてしまう。武装を解除され、ガバナー（総督）と呼ばれる男に案内されるまま、町の中に入る一行。とっさに、自分たちは災厄が始まって以来路上で過ごしてきたのだと説明するリック。
やがて、ゾンビたちが鎖につながれ等間隔に並べられているという異様な光景の競技場に到着する。ゾンビ同士を戦わせるのかと驚くリックたちだが、特別室に入るやガバナーは本性をむき出しにし、そんなことはしないと答える。よそ者を餌として与えているのだと。その上で、住んでいる場所に関する情報を要求する。反論と抵抗を試みる三人だが、多勢に無勢、リックは抑え込まれ、右手首を切断されてしまう。リックは町の医師スティーブンスによって手当を受け、ミショーンとグレンは個別の独房に収容される。
ガバナーは、時間をかけてゆっくりとミショーンをいたぶり始める。やがて、拷問の第一ラウンドを終えたガバナーは、夜明けを迎えた町を歩き、自宅へと戻る。そこでは、ゾンビと化した"娘"が飼育されている。与えた"餌"に貪りつく娘を残し、別室に並べられた大量の水槽に収められたゾンビの首をぼんやり眺めるガバナー。休息ののち、隣の独房に収容されているグレンを叩き起こし、ミショーン拷問の第二ラウンドを聞かせはじめる。
意識を取り戻したリックは、スティーブンス医師がガバナーへの不満分子であることを知る。そこへガバナーが現れ、グレンを解放したと語る。刑務所へと逃げ帰る彼が、道案内役を果たすだろうと。
一方、刑務所からは装甲服を身に着けたタイリースが、単身偵察に出る。三人の姿は見当たらないが、死体の姿もない以上、彼らは生存していると報告する。だが、帰還の際に柵が損傷し、刑務所にはゾンビが流れ込み始める。

### 第六章「悲しき生活」《Volume 6『THIS SORROWFUL LIFE』》
リックは脱出の機会をうかがい、スティーブンス医師も協力的な姿勢を見せるが、警戒は厳しくなかなかそれは訪れない。
その間に、競技場で戦う格闘選手たちが医務室で口論をはじめ、ひとりが突如刺殺されるという事件が起こる。選手を失ったガバナーは、ミショーンを出場させることにする。あっという間に相手を叩き斬り、周囲のゾンビもなぎ倒すミショーン。
その騒ぎの中、町の境界警備員マルティネスが医務室に姿を現し、リックと共に脱出する決心をしたと告げる。リックの右手を切断したガバナーの非道には我慢がならないと。部屋の外にはすでにグレンの姿があった。看護助手のアリスが同行を申し出る。
一同はミショーンを解放し、スティーブンス医師にも同向を促し、路地から路地へと駆け抜ける。だが、ようやく境界にまでたどり着いたところでミショーンはやり残したことがあると告げ、町へと戻っていく。そして壁を乗り越えた瞬間、医師はゾンビの餌食となってしまう。
ガバナーの居室に侵入するミショーン。首の皮を齧りとり、肩をドリルで抉り、爪を剥がし、左腕を斬り落とし、ありとあらゆる暴力を加えるが、とどめは刺さずに脱出する。ヘリコプターの残骸の中で野営していたリックたちと合流し、五人は刑務所へと向かう。
ところが、到着してみると刑務所はゾンビでいっぱいになっている。半狂乱でマギーの名を叫びながら車で突っ込むグレン。個々にゾンビを倒しながら屋内へとたどり着くと、オーティス以外の全員が無事であることが判明する。
ようやくゾンビを制圧し、後片付けを始める一同。グレンはその中に指輪を見つけ、マギーにプロポーズする。アリスという看護助手の存在を得て、ローリは出産に向けた不安を軽減させる。
リックはふと、マルティネスの姿が無いことに気付き、彼が脱出に同行してきた真の理由に思い当る。キャンピングカーを駆り、マルティネスをはねるリック。傷を負ったマルティネスは、ガバナーを連れてくるのではなく、そのほかの善良な住民たちを連れてくるつもりだったと語るが、リックは耳を貸さず絞め殺してしまう。
刑務所に戻ったリックは、起こったことをローリに打ち明ける。いつのまにか、家族の安全を守るためにはだれであろうと殺せる人間になってしまったと。いったい自分は悪人なのかと問いかけるが、ローリもまたわからないと答えるほかすべを持たない。
リックは一同に、マルティネスの一件を説明し、ウッドベリーの襲撃に備えなければいけないと語る。

### 第七章「嵐の前の静けさ」《Volume 7『THE CALM BEFORE』》
刑務所の中は、日常が戻りつつあった。グレンとマギーは父を司祭とし、婚姻の儀をとりおこなう。順調に臨月を迎えつつあるローリは、リックと合流する前にシェーンとの間で起こった出来事について夫に告白しようとする。だが、事情は全て理解しているから話す必要はないとリックは応える。
デールの提案により、近郊にあるはずの州兵駐屯地を見つけ出すべく、タイリースを中心とする一隊が出発する。果たしてそこには、大量の武器とガソリンが保管されていた。運べるものだけを持って立ち去ろうとするが、アンドレアの指摘により、ウッドベリーの住民に残りの物資を利用されるよりはと、基地に火を放つ。
帰り道、スーパーの廃墟に立ち寄った一行は、そこでブルース率いるウッドベリーからの討伐隊に出くわしてしまう。銃撃戦がはじまり、刑務所一行は敵を全員倒すことに成功する。
同じ頃、刑務所ではローリが産気づく。夕闇迫る中で、発電機を動かすためにビリーとデールは駐車場の車からガソリンを回収しはじめる。だが、その過程でデールは一体のゾンビに足を齧られてしまう。
無事出産を終えたローリの病室に担ぎ込まれるデール。アンドレアは、感染を防ぐために脚を切断するべきだと主張。出血多量になることを防げば成功するかもしれないというリックの意見と、その処置を望むデール本人の言葉に後押しされ、ノコギリによって右脚が切り落とされる。その混乱の中、ローリの子はジュディスと名付けられる。
デールは手術を生き延び、アンドレアの見つけ出した松葉杖によって、歩き回ることができるまでに回復する。一方ローリは、子供の世話を通してようやくキャロルとの和解を果たせたと感じている。
襲撃に備え、一同は射撃訓練にもいそしむ。だが、ひとりデールだけは、タイリースとアンドレアとの関係を怪しむ様子を見せ、あまり機嫌が良くない。
アリスは、フェンス外での射撃訓練に向かうアンドレアを捕まえ、ある頼みごとをする。ゾンビ発生の原因を究明するために、一体捕獲することを望んだのだ。それを知り、激昂するリック。だが、研究の意義を強く主張するアリスに説得され、不承不承容認する。
キャロルは、ローリとのおしゃべりの中で、自分の身に何かあった場合にはソフィアの面倒を見てくれるようにと頼み込む。当然のこととして了解するローリだが、キャロルはことさらに礼を言い、立ち去る。
ビリーを誘い、関係を持つキャロル。彼女はその足で繋がれたゾンビのところへ赴き、自らの首に噛みつかせる。それは、自殺だった。
大きな衝撃の中、葬儀を済ませる一同だが、生活はいやおうなしに続き、襲撃への備えも徐々に固められてゆく。監視塔の上には狙撃所が設置され、弾丸が持ち込まれる。
グレンとマギーは子作りを決意し、タイリースとミショーンも身を寄せながら時間を過ごす。デールには、アンドレアとタイリースから義足が贈られる。二人は、デールに内緒で作っていたのだ。
庭で栽培されていた農作物も、収穫の時を迎えつつあった。たわわに実ったトマトにかぶりつくリック。だが、その目に飛び込んできたのは、迫りくるウッドベリーの大軍団の姿だったーー。

### 第八章「受難の宿命」《Volume 8『MADE TO SUFFER』》
ウッドベリーの町では、ミショーンによる復讐を辛うじて生き延びたガバナーが、刑務所を見つけ、侵攻のタイミングを計りながら、着々と準備を進めていた。
町の住民たちには、平和な話し合いを望んだのにもかかわらず刑務所からやってきた一行は自らを拷問したのみならず、人質として連れ去ったマルティネスをも殺害し、首をはねたのだと説明する。生活を守るためには、もはや襲撃しかない、と。
そこへ、州兵駐屯地でブルースらが殺害されたという報せが届く。走り去った車両の轍を追って、とうとう刑務所が発見される。だがガバナーは、刑務所内が油断によって完全に弛緩するのを待つために、三〜四週間待った後に侵攻を開始すると部下たちに告げる。
やがて開始される侵攻。ひとしきり攻撃を加えた上で銃撃を止め、ゲートを開き武器を捨てて投降すれば命は奪わない、とガバナーは呼びかける。すかさずアンドレアが狙撃するが、からくもガバナーを外す。それをきっかけとして激しい銃撃が再開される。戦車を用いてフェンス周辺のゾンビをなぎ倒し、さらに攻撃を続けるウッドベリー軍団。だが、態勢を立て直したアンドレアによる狙撃によって、ひとりまたひとりと撃ち倒される状況を見て、ガバナーは一時退却を命ずる。
刑務所側の被害は、軽傷のアンドレアとアクセルだけであるかに見えたが、リックが腹に銃弾を受け、重篤な状態にあることが判明する。
意識を失ったままのリックを抱えて、刑務所内の思いは散り散りにほどけはじめる。ミショーンはタイリースを誘い、ふたりだけで追撃を開始し、デールはアンドレアとグレン、マギーの三人と共に刑務所を脱出する。自らの意志で残った者たちは、ハーシェルを中心として防御の体制を組み始める。
ミショーンとタイリースは、森の中で数名のウッドベリー住民を始末するが、タイリースだけが捕えられてしまう。その頃刑務所内ではリックが目を覚まし、仲間がバラバラになってしまったことを知る。どうしても拭い去れないイヤな予感を抱えながら、それでもリックは可能な限りの準備を進める。他の人々もそれぞれに悲壮な思いを胸に、次の襲撃に備えている。
そこへ姿を現すガバナーのトラック。荷台にはタイリースの姿があり、降伏しなければ彼の命はないと告げる。どうすることもできず、斬首されるタイリースの最期を見届ける一同。
ミショーンは生きていて、軍勢に合流したガバナーに襲いかかるが果たせず、再び茂みの中に消える。
最後の大攻勢が始まる。
アクセルが額を撃ち抜かれるが、備えてあったものを活用しながらなんとか持ちこたえようとするリックたち。そこへアンドレアが戻ってくる。ガバナーの腹心ゲイブをはじめとする部下たちを次々と撃ち倒し始める。形勢が逆転するかに見えるが、ガバナーは戦車でフェンスに突っ込み、一挙に敵味方入り混じった混乱状態に陥る。
リックは、ローリとジュディス、カールを伴い、脱出用のトラックへと向かう。
銃撃によって釘付けにされていたハーシェルたちのグループでは、まずパトリシアが撃ち殺され、次いでビリーも死ぬ。ハーシェルは、戦闘意欲を失くす。
そんなハーシェルに声をかけ、駆け抜けようとするリックたち。だがたちまちのうちに見つかってしまい、アリスが撃たれ、ローリもまたジュディスと共に命を失う。ただカールとリックだけが刑務所を脱出し、ひたすら走り続ける。
ひとり残ったハーシェルはとどめを刺されるが、ローリを撃ち殺したウッドベリー住民の女がひとり、ガバナーに詰め寄る。「あんたのせいで、赤ん坊を殺しちまった！」と。
いつの間にかゾンビたちに囲まれていたウッドベリー軍勢。女はガバナーの頭を撃ち抜き、撤退を図るが、やがて銃声は途切れる。

### 第九章「生き残りし者たち」《Volume 9『HERE WE REMAIN』》
ミショーンは、草地で蠢くタイリースの首にとどめを刺し、立ち去る。
腹の傷が癒えないリックは、苦痛に耐えながらカールと共に森の中を彷徨い続けている。やがて集落の廃墟に出て、その中の一軒に入り込む。抗生物質を発見し、それを飲んでから眠りにつくが、そのまま昏睡状態に陥る。カールは、そんな父親の様子に恐れをなし、慌てて揺り動かすが、意識は戻らない。それどころか、うめき声をあげながら身じろぎするリックに向けて、銃を構えるカール。だが、どうやら熱に浮かされていたに過ぎないと判断し、心細さに泣き崩れる。
その時からカールひとりの戦いが始まる。ひたすらリックの汗を拭い、ゾンビを倒し、父にあるいは話しかけ、あるいは大声を上げる。夜がやってきて、リックが声を上げ、身じろぎし始める。とうとうその時が来たかと再び銃を構えるカールだが、いずれにせよひとりで生きていくことは出来ないと悟り、食われることを覚悟する。しかしその瞬間、リックは言葉を発する。
ようやく動き回れるほどに回復したリックは、カールと共に周辺の家屋を探索する。その過程で、電話のベルを耳にする。慌てて受話器を取ると、女性の声が聞こえてくる。１４人ほどの集団で生活をしているが、最近外部の人間たちとの間でもめごとが起こり、仲間が警戒しているので居場所は明かせないのだという。信じられない思いでその話を聞くリックだが、翌日同じ時刻の電話を約束し、その場を離れる。
電話の会話はそれから毎日続く。リックは、もう移動しなければいけないから、居場所を教えてくれなければ二度と話せなくなると、相手に伝える。そしてふと、名前を尋ねる。
声の主は、ローリだと答える。愕然とし、電話のケーブルを抜いてみるが、それでも声は消えない。自分を責める必要はないし、当然この声は現実のものではない、とローリは話す。
ようやく決心がついたように、カールを伴い移動を開始するリック。だが、そのバックパックの奥底には、受話器が仕舞い込まれていた。
自動車での移動中ゾンビの一群に遭遇し、危うくカールが命を失いかけるが、ミショーンによって救われる。仲間以外の者を殺すために、刑務所から轍を辿り、追跡を続けていたのだった。
その翌日、馬に乗ったグレンとマギーが姿を現す。生き残ったデール、アンドレア、そして双子のベンとビリーらと共に、ハーシェルの農場に留まっているのだと語る。農場にはソフィアもいて、カールとの再会を喜ぶが、すこし様子がおかしい。訝るカールに、人にはそれぞれ死との折り合いの付け方があるのだとリックは説明する。
リックもまた、大勢の死を背負い打ちひしがれている。デールは、死んだ連中のことではなく、生きている連中のことを考えろと諭す。彼らが生きているのは、リックのおかげなのだ、と。だがリックは、もう決断は下したくない、みなの判断に従うつもりだ、と答える。
偶然にも、ミショーンが一人で会話しているところに通りかかるリック。問い詰められ、死んだボーイフレンドに話しかけているのだ、と彼女は答える。それに対して、自分も電話の受話器から妻の声を聞くのだと打ち明けるリック。それが二人の秘密となる。
その夜、ワシントンDCに向かっているのだという一行が姿を現す。
元軍人のエイブラハムと、科学者を名乗るユージーン、そして女性のロジータである。
ユージーンは、ゾンビ発生の秘密を知っていると語る。その知識をワシントンDCの研究施設に届けることが出来さえすれば、この惨状を阻止できるのだ、と。
怪しむリックたちだが、一度銃声を放ってしまうと、その音の届く範囲内のゾンビたちが大量に押し寄せてくるというエイブラハムらの"群れ"理論が証明される事態が発生し、やむなく行動を共にする決心をする。
かくて、ワシントンDCへの旅が始まる。

### 第十章「我らの成り果てしもの」《Volume 10『WHAT WE BECOME』》
エイブラハム一行との旅は続く。ローリと娘を失った痛手から回復できないリックは、どこにもつながっていない電話を通して妻の幻影と話し続けている。
一方、絶望の日々を耐えきれなくなったマギーは、林の中で首を吊り、間一髪のところをグレンに発見される。気を失ったマギーを死んだと判断したエイブラハムは止めを刺そうとするが、拳銃を持ったリックに制止される。そのことで怒りの衝動を抱えたままのエイブラハムは、危うくリックを見殺しにしかけ、内心の苦しみをロジータに打ち明ける。
かつて住んでいた町の近くを通過中であることを知ったリックは、エイブラハムとカールを従えて、いったん隊を離れる。道中、流れ者のグループに襲われるが直ちに反撃し、彼らを虐殺する。翌朝、エイブラハムは重い口を開け、家族を失った経緯を話し始める。ゾンビが大発生した後、離婚した妻と息子に合流し、その隣近所の顔見知りたちと行動を共にすることになったのだ、と。ある日、家族を残して武器調達から戻ってみると、妻は、ほかの二人の少女と共にレイプされていたことを知る。逆上したエイブラハムは犯人の男たちを皆殺しにし、その中に含まれていた少年までを惨殺した。その姿に怯えた妻と息子は彼を残して出てゆき、彼が見つけ出した時にはすでにゾンビと化していた。リックは、自分もまた、生き延びるためにどれほど非道な行為に手を染めてきたかと語る。そして、冷酷な殺人者になれない者たちがゾンビになってきたのだと。
かつてのわが家に辿り着いたリックは、モーガンと遭遇する。ゾンビと化したデュエインを屋内につないだまま、隠れ住んでいたのだ。リックに諭され銃を撃つが、結局息子にとどめを刺すことができないまま、出発することになる。途中、かつて勤務していた警察署で武器を調達する。
合流地点まであとわずかのところで、ゾンビの大群に衝突するリックたち。車を乗り捨て、草原を駆けはじめる。陽動作戦を試み、ゾンビたちを撒こうとするがなかなかうまくゆかず、キャンプ地に招き入れてしまう結果となり、全員が慌ただしく出発することとなる。
そんな状況に不満を感じているデールは、またしてもリックのミスによって理想的なキャンプ地を捨てなければならないと苦々しくこぼす。

### 第十一章「ハンターの脅威」《Volume 11『FEAR THE HUNTERS』》
路上で一台のヴァンを見つける一行。その発見に沸き立つが、目を離した隙に双子のベンとビリーの姿が見えなくなる。アンドレアが森の中で発見した時には、ビリーはベンの手によって惨殺された後だった。脳は傷つけていないから生き返るので安心して、と語るベンの姿は、明らかに正気を失っていた。
今や危険な存在となったベンの扱いについて議論が続く。エイブラハムは、殺してしまうべきであると暗に主張する。激昂するアンドレアとデール。
そんな折、ふらりと一人の牧師が現れ、ゲイブリエル・ストークスと名乗る。教会に閉じこもっていたが、食料が底をついたため出てきたのだという。警戒をしつつも、食料を与えるリック。その晩、何者かがベンを射殺する。
悲観に暮れるデール。そんな彼を「泣き虫」と罵るカール。たしなめるリックに対して、本当のことしかいっていないとカールは反論する。デールは弱虫で、リックや自分のような強い人間が守ってやらなければいけないのに、困らせてばかりいる、と。同じころ、隊を離れていたデールは危うくゾンビにやられかけるがミショーンに救われる。
その夜、デールはひとりキャンプ地を出てゆく。だが、森の中に入った途端、何者かに殴り倒されてしまう。翌朝、半狂乱でデールの姿を探すアンドレア。全員で森の中を探索するが、彼の姿はない。ひとりのために全員の命が危険に晒されていると、不満なエイブラハム。リックは、ひとまずゲイブリエルの教会へ移動し、翌日探索を再開しようと提案する。
森を見つめるアンドレアは、何者かの気配を感じ取り、いったい仲間は何人いるのかとゲイブリエルを問い詰める。すると彼は、仲間などおらず、実はゾンビ災害が発生した当初、信徒たちが助けを求めて押し寄せたが、恐怖に怯えるあまり扉を開けることなく全員を見殺しにしたのだと告白する。そして、その罪を償うために殺してくれと頼む。リックはその話を信じ、油断せずに監視者たちの出方を見るのが良策だと話す。
デールは、その監視者の仲間、ハンターたちに捉えられている。意識を取り戻すと、一本だけ残った足が切断されている。ハンターたちは、人肉を食らいながら命をつないできたのだ。そんな話をする彼らを、デールは嘲り笑う。自分がグループを離れたのはゾンビに噛まれたからなのであって、彼らが口にしたのは汚染された肉なのだと。動揺するハンターたちだが、夜陰に紛れて教会の前にデールの身体を放り出す。
デールを収容しようとするリックたちに、一発だけ弾が撃ち込まれる。脚を負傷するグレン。エイブラハムは、彼らの目的は自分たちを慌てふためかせ思考停止状態に陥れることであって、今この場で殺そうという意志はないはずだと分析する。実際、それ以上の攻撃は加えられない。グレンはユージーンによる適切な治療を受け、デールもまた小康状態を保っている。彼のもたらした情報をもとに、土地勘のあるゲイブリエルを伴って、リックたちはハンターたちの姿を求めて探索を始める。そして、ついに発見したときには、情け容赦なく皆殺しにする。
デールは、その様子を聞き溜飲を下げる。そしてリックをそばに呼び、これまでグループを率い、ここまで生き延びさせてくれたことについて礼を言う。その夜、デールは死ぬ。
リックは墓前に立ち、デールは弱かったのではなく、ただひとり人間らしさを保とうとしていたのだと漏らす。それに比べ彼自身がハンターたちにしたことがいかに非道な振る舞いであったのか。それを聞いてしまったカールは、ベンを殺したのは自分だと告白する。

### 第十二章「人々との生活」《Volume 12『LIFE AMONG THEM』》
カールは、リックとエイブラハムには決してベンを殺せないことを理解し、自ら手を下したのだと語る。
一方ひょんなことから、ユージーンはそもそも科学者ではなく高校の科学の教師にすぎず、したがってワシントンDCに向かうことには何の意味もないということが暴露されてしまう。それは彼が生き残るためについたウソだったのだ。多くの人命を犠牲にしてその目的に邁進してきたエイブラハムは怒り、ユージーンを殴り倒す。
そんな時、アーロンが姿を現す。リックたちのグループが危険ではないことを確認するために、しばらくの間観察していたと話す。４０人弱ほどの共同体に住んでいて、その場所を発展させるために新しい仲間をスカウトしているのだと。怪しむリックだが、みなの意見に押し切られる形で、アーロンの招待に応じる決心をする。
アーロンと行動を共にしているエリックも合流し、ワシントンDCに最接近したとき、共同体から派遣されて物資を収集する〈回収者〉たちの上げた信号弾を目にする。一行は駆けつけ、ヒースと負傷したスコットを救出する。
共同体に到着したリックたちは、指導者ダグラスの面接を受け、各人仕事を割り振られる。リックは巡査に任命される。だが、ダグラスの妻レジーナは、リックのグループを招き入れたことに対して激しく抗議する。外の世界で生き抜いてきた彼らの知恵こそがこの共同体に必要なものだと冷静に諭すダグラス。だが、「もしリックがもうひとりのデイヴィッドソンになったら？」というヒースの言葉には我を忘れて激昂する。デイヴィッドソンというのは、共同体創立メンバーのひとりの名前だった。
武装解除されたリックたちは、何棟かの住居を与えられる。だが、共同体がほんとうに安全な場所であることを確信できない彼らは、しばらくの間一軒の家に集まって眠ろうと話し合う。ダグラスはその様子を目にして、感心した様子を見せる。
塀の中の共同体では、ウソのように平穏な日常生活が続いている。それにどうしてもなじめないカール。この生活に慣れると弱くなってしまい、あとで死ぬことになるのではないかと懸念しているのだ。
リックもまた、監視人としてアンドレアを鐘楼に配置することをダグラスに提案しつつも、この場所への違和感を拭い去れず、万が一追い出されるようなことになった場合には、共同体そのものを奪取するとアンドレアに語る。そうした思惑を知ってか知らずか、ダグラスはアンドレアに言い寄り、断られる。
リック一行を歓迎するパーティーが開かれる。ゴシップに興じる主婦たちの会話に耐えきれず、つい爆発してその場を去るミショーン。同じく会場を後にしたモーガンと共に家に帰る。また、グレンは酔っ払い、リックに介抱される形で会場を後にする。だが実のところそれは、会場を離れ武器庫の警備に探りを入れるための演技に過ぎないのであった。

### 第十三章「極北の地」《Volume 13『TOO FAR GONE』》
共同体での生活に馴染み始めているリックたちだが、仲間の武器だけは保管庫から密かに運びだし、緊急事態に備えていた。
資材調達班とともに出かけたエイブラハムは、退却を命じる責任者トビンの制止を無視し、ゾンビに襲われていたホリーを救出する。それを契機として、エイブラハムが事実上防御壁建設のリーダーとなるが、トビンもまた必要な技術を持つ彼が指揮を執ることに異存はないとダグラスに伝えるのだった。
負傷したスコットの容態は思わしくない。ヒースは、グレンとともに抗生物質の調達に出かけるものの、目当てのものは手に入らず、スコットは命を失う。
警官として町の見回りをしているリックには気がかりがあった。ピートが、妻のジェシーと息子のロンに暴力をふるっているように思われたのだ。ジェシーは否認する。ダグラスもまた、ピートが医者であるがゆえにその状況を黙認してきたことが判明する。激昂したリックはピートの家に乗り込み大騒動となる。止めに入ったダグラスに、つい拳銃を抜いてしまうリックは、ミショーンに殴られてようやく我に返る。
そんなリックに、ダグラスはデイヴィッドソンの話をする。彼は、最初期のメンバーであり、リーダーであった。ところが徐々にその立場を利用しはじめ、そのふるまいは目に余るようになっていった。最終的にダグラスは、彼を壁の外側へと追放し、殺した。「同じことをさせるな」とリックに迫るダグラス。
騒ぎのおかげで、ジェシーはピートの支配下から逃れることができた。それを確認したダグラスは、リックに拳銃を返す。コミュニティの安全のためには自ら進んで規律を破るような男こそ、治安の長を務めるのにふさわしい、と。ただし、指導者としてのダグラスの威信を揺るがすようなことだけはするなと釘をさす。
疲労困憊のまま自宅に帰りついたリックは電話機を取り出し、ローリに話しかける。その姿を見たカールは、母は死んだのであり、線の切れた電話なんかで話せるわけがないと言い放つ。
スペンサーはアンドレアを食事に誘うが、彼女は一歩を踏み出せない。一方、自殺未遂が残した心の傷が癒えないままのマギーとグレンは、いさかいながらも愛情を確認し合う。
死去したスコットの葬儀がおこなわれる。そこへ、ナイフを握りしめたピートが乱入する。もみ合ううちにレジーナが殺され、ダグラスはピートの「排除」をリックに命ずる。
調達行動中のグレンらの姿を見かけ、共同体の場所を探し求めていた集団が、その銃声を耳にする。ゲートに現れ、武力によって開門を要求する。だが、リックの見事な采配により、あっという間に皆殺しにされる。
リーダーとして必要とされているのは、もはや自分ではなくリックだと告げて立ち去るダグラス。

### 第十四章「出口なし」《Volume 14『NO WAY OUT』》
リクルート活動に出ていたアーロンが、負傷したエリックとともに帰還する。連れてこようと考えていた女に馬を一頭奪われ、エリックが刺されたのだという。ヒースとつき合い始めたデニースが手当てをする。傷は軽かった。
アーロンはダグラスのもとを訪れ、彼がリーダーの座を降りたことが遺憾であると訴えつつ、もう外には出ないと伝える。もはや悪い人間と出会う確率の方が高くなってしまった。そもそもリックでさえほんとうのところどうなのか。「新たなデイヴィッドソン状態」はごめんだとアーロンは言う。しかしダグラスは、妻を失った悲しみと、彼女が生きていたころに己の犯してきた罪に、うちひしがれるばかりであった。
一方、銃撃戦で大量の〈徘徊者〉を惹きつけてしまった共同体は、エイブラハムの指揮のもと、防御壁周辺の「掃除」を開始する。だが、外には予想以上の数の群れがひしめいていた。慌てて退却する途中で、ブルースが噛まれてしまい、エイブラハムが止めをさす。
冬を前にして食料の備蓄も底をつきかけている。住民たちは不安を口にし、リックは、資源節約のために共同生活をはじめるということと、武器庫の開放を伝える。
リックの家に、ジェシーとロンの親子が姿を現しその晩をともに過ごすことになる。夜、ロンは、「なぜ自分の父親は悪い奴で、カールの父親はいい奴なんだ」と迫る。だがカールは、「それが現実だ」と突き放し、床に就く。
その頃、モーガンもまたミショーンの家を訪れていた。だがミショーンは、過去の悲劇を引きずりつづける彼に対して、気持ちを切り替えろと言い放ち床を離れる。その頃、ジェシーはリックの腕の中にすべりこみ、見張り塔から降りてこられなくなったアンドレアを心配するグレンは眠れぬ夜を過ごしていた。
集結した〈徘徊者〉たちは、すでに防御壁を押し倒さんばかりの状況をひきおこしていた。自動車を横付けし、応急的な支えとする。
翌朝、スペンサーの提案により、ロープ伝いにアンドレア救出隊が出発する。辛くもアンドレアのもとに到着するグレンたち。ちょうどその時、防御壁の一角が崩壊する。あっという間になだれ込む〈徘徊者〉たち。トビンは殺され、モーガンもまた右腕に噛みつかれ、切断手術を施される。ダグラスはただ己の失策を責め、涙を流すばかりであった。
道路は〈徘徊者〉で充ち、リックたちは屋内に潜んでいる。いまわの際のモーガンはカールを呼び寄せ、ベンを殺したところを見たと告げる。そして、それでもカールは思いやり深い子で、いかにその思いやりを失うのがたやすいことなのかと話し聞かせる。モーガンの目には、カールの姿が一瞬だけ、死んだ息子のデュエインに見えた。
住民を見捨てて離脱することを提案するスペンサー。アンドレアはそんな彼を殴り飛ばす。そして同じころ、リックもまた「脱出」を提案していた。ひとまず彼らだけで町を出て、落ち着いたところで救出に戻ればいいとジェシーを説得する。しかしマギーは、ソフィアとともに残るという。
全身に〈徘徊者〉の死骸を塗りたくり、自宅を後にするリックたち。しかし、恐怖にすくみ上ったロンは悲鳴を上げ、ゾンビに食いつかれてしまう。それを助けようとしたジェシーもつかまる。助けを求めて、必死にカールの腕にしがみつくジェシーの腕を切り落とすリック。そして、彼らの身を案じたダグラスの放った銃声によって、さらに〈徘徊者〉たちが集まり始める。しかも流れ弾がカールの右目をえぐり取ってゆく。
窮地に陥ったリックたちの姿を見て、エイブラハム、アーロンとエリック、そしてユージーンその他大勢の人々が、路上に飛び出て戦い始める。かろうじて共同体は守られた。
カールもまた、一命はとりとめる。昏睡状態の息子に、リックは話しかけつづけた。「これまでのやり方は誤りだった。人間が集まり、力を合わせる。そこに希望がある。だから生きていてくれ」。

### 第十五章「我らの生きる途」《Volume 15『WE FIND OURSELVES』》
カールはなかなか昏睡状態から目覚めず、リックは飲まず食わずでつきそっている。
リックは、幹部たちに語りかける。全員の力を合わせたら何ができるのか。そこにこの共同体の可能性がある。単に生き残ることではなく、文明社会の復興を目標として働こう、と。
エイブラハムとホリーの関係を知っていたロジータは、とうとう家を出て、ユージーンとの共同生活を始める。リックはデニースとヒースに気を使い、カールを病床に残して自宅に戻る。途中、モーガンの墓に語りかけているミショーンに出会う。モーガンとは特別なものを築こうとしていたのだが、こんな世の中で幸せを求めること自体がおかしかったのかもしれないと、彼女は語る。返す言葉を持たないリック。
アンドレアの指導のもと、射撃の訓練が始まる。帰宅の途につきながら、過去や未来のことを考えなくなったことが、生をどれほどつらくさせていたのか、その事に気付いていなかったとリックは話す。このコミュニティを守ることが、カールを守る最良の方法なのだ。これからはすべてが変わる。必ず、物事は良い方向に向かうと力強く語る。だが、ひとりになったリックは、受話器を手に取ってしまう。すると、カールが撃たれたのもなにもかもリックの責任だと非難するローリの声が聞こえてくる。
共同体の日常は続く。塀の外の〈徘徊者〉を掃討し、彼らの侵入を避けるための溝掘りなどの作業が行われる。だが、リックの指揮に不満をもらす者もいた。ニコラスである。
スペンサーは、どうにかしてアンドレアとの関係を修復しようと彼女の家の戸口で待っている。二人の間に特別な関係はないし、話すこともないと追い払うアンドレア。
カールの意識が戻る。だが記憶はまだら状に欠けていて、母親が死んだことを忘れている。妹ジュディスのことも思い出せない。だが、リックが彼らの死を告げても、特に悲しくはないと漏らし、ほかにも大勢死んだことを思いだす。
食料は底をつきかけている。マギーの願いを聞き入れ、グレン抜きで物資調達に出発するリックたち一行。その隙にスペンサーとオリビアを説得し、行動を開始するニコラス。グレンは、そこに偶然居合わせてしまう。あわててニコラスをなだめようとするが、彼の興奮はおさまらない。身の危険を感じたグレンは銃を抜くものの殴り倒されてしまい、銃を奪われる。だがどうにか逃げ出す。ニコラスは、もう後戻りできないのだと、グレンの家に迫る。
そこへ帰還するリック。一同に銃口を向けられ、銃を手放すニコラス。リックは、共同体はひとりひとりの人間を必要としている。だから、監視の目は光らせておくが、殺しはしないと話す。
リックは、カールとともに帰宅し、感情を失ってしまったカールに対して、強がる必要はないのだと諭す。そこへニコラスが姿を現し、リックの判断に感謝の気持ちを述べ、自分は家庭人としてリックの見方だと告げる。一方、塀の内側でさえ安全とは言えない状況に、マギーは動揺を隠しきれない。
ほんとうのところ、ニコラスを撃ち殺したかったのだと、リックはアンドレアに打ち明ける。にもかかわらず、カールには感情を取り戻させようとしている。安全な世界を築こうとしてきたが、もしかしたら、自分自身はその世界に相応しい人間ではないのかもしれない。ずいぶん前から死んでいたような気がする、と。それに対してアンドレアは応える。そもそも「死」のかたち自体が昔と変わってしまったのだから、そろそろリックも復活するべきではないのか、と。そして、リックを抱きしめるのであった。

### 第十六章「外の世界」《Volume 16『A LARGER WORLD』》
リックたちの共同体は、またしても食糧不足に苦しめられていた。いくら掻き集めてもすぐに底をつく。そんな彼らの様子を見守っている男がいた。ポール・モンロー、またの名をジーザス。ヒルトップと呼ばれる大きな共同体からやって来たと話す。襲撃ではなく交易が目的だと。しかも、共同体はほかにも存在していると話し、リックらを驚かせる。
だが警戒を解かないリックはジーザスを捕え、監禁する。そして付近を偵察するが、敵が潜んでいる様子はない。外の世界に疎くなっているのではないかと懸念するリック。ジーザスを信用し、塀の外へ足を踏み出す時が来たのではないかと考え始める。
一方、そんな父の迷いをよそに、カールはジーザスと心を通わせている。リックは、ひとまずジーザスの誘いに乗ってみる決心をし、アンドレア、ミショーンらと共に出発する。その車には密かにカールも乗り込んでいた。ヒルトップに到着する寸前、ジーザスはリックに話しかける。彼らの人間性を試していたが、カールと出会い、リックが善人であることを確信したのだと。
それでも油断することなく、リックらはヒルトップの内部へと足を踏み入れる。塀の内側には、ひとつの町が広がっていた。家畜が飼育され、畑が耕されている。深く感銘を受ける一行。
ヒルトップの"ボス"を名乗るグレゴリーに引きあわされる。そこへ一人の男が帰還し、突然グレゴリーを刺す。制止しようとしたリックも襲われ、やむなく男を殺してしまう。
すべては、ニーガンという男の率いる〈救世主〉というグループの仕業なのだとジーザスは説明する。ヒルトップは暴力によって脅され、"安全保障"の代償として収穫物の半分を差し出すという"契約"を結んでいた。先程の男は仲間を人質に取られたうえで、収穫物が足りないという"メッセージ"をグレゴリーに届ける役割を課されていたのだった。
ジーザスらの探索にもかかわらず、〈救世主〉の本拠地は不明のままだった。しかもヒルトップの住民は、彼らに立ち向かう勇気を持っていない。そこで、リックは提案する。〈救世主〉を倒すかわりに物資を分けてもらえないかと。そもそも交易できるような物資を持ち合わせていないとリックは説明する。グレゴリーとの交渉が成立する。
帰路、その契約に疑問を抱く仲間たちに、ヒルトップには未来があると説くリック。文明を再建するための最初の一歩を踏み出そう、と。

### 第十七章「恐れるべきもの」《Volume 17『SOMETHING TO FEAR』》
アレクサンドリアへの帰り道、リックたちはニーガンの部下たちの小部隊に遭遇する。たちまちのうちに制圧し、自分たちはヒルトップの"用心棒"であり、以降手出しは無用というメッセージを伝え、解放する。帰還したリックは、ヒルトップとの契約について、住民に説明する。
一方ユージーンは、弾薬製造に必要な道具を求めてエイブラハムと共に塀の外に出る。突如目を射抜かれるエイブラハム。ニーガンの右腕、ドワイトのグループがリックらを尾行していたのだった。ドワイトはユージーンを人質として開門を迫るが、反撃に遭い、逃げ出す。
予想を上回る事態に直面し、リックたちは援助を求めて再びヒルトップへ向けて出発する。グレンはすでに、妊娠しているマギーのためにもヒルトップに移住する決心をしていた。
道中、野営をしている一行の前に、とうとうニーガンが姿を現す。圧倒的な数の部下を引き連れ、気ままに彼らをもてあそぶ。そして、有刺鉄線を巻きつけた愛用のバット〈ルシール〉を、グレンの頭部に振り下ろす。グレンは、マギーの名を叫びながら息絶える。一週間以内に"貢物"を受け取りに来ると言い残し、ニーガンらは立ち去る。
ヒルトップに到着したリックは、グレゴリーに状況を説明する。だが彼の関心は、ニーガンに"契約"を知られたかどうかという一点だけだった。グレゴリーを殴り倒し、「もしニーガンの集団が数百人の規模であることを知っていれば対策の立てようもあった」と怒鳴りつける。
マギーを残し、アレクサンドリアに戻ってみると、襲撃のあとが生々しく残っていた。だがアンドレアらは無事で、ドワイトを生け捕りにしていた。ドワイトを痛めつけようとするアンドレアを制止するリック。
アレクサンドリアに勝ち目がない以上ドワイトを釈放し、〈救世主〉との"契約"下に入るしかないというのがリックの考えだった。仲間は反発するが、「対立すれば皆殺しにされる。それを避ける方法は一つしかない」と説き伏せる。
ドワイトは釈放される。だが同時にリックは、ジーザスに囁きかける。秘密裡に、〈救世主〉の情報を集めてくれ、と。

### 第十八章「待ち受ける世界」《Volume 18『WHAT COMES AFTER』》
ニーガンが、最初の"貢物"を受け取りに姿を現す。アレクサンドリアの住民たちはそれぞれに憎しみと反発をあらわにするが、リックはただひとり、「だれか一人がキレたために皆殺しにされるわけにはいかない」と屈辱に耐えぬく。だが、そんな父の決断が許せないカールは、ニーガンのトラックに忍び込むのだった。
ドワイトらを尾行していたジーザスは捕えられ、〈救世主〉の本拠地へと連行されるが、門をくぐる直前に脱出する。そこへニーガンが帰還する。荷台から飛び降りたカールはマシンガンを連射するが、間もなく取り押さえられる。
カールを案内するニーガン。人々は額ずき、寝室には下着姿の"妻"たちが大勢いる。そのうちの一人、アンバーが問題を起こしたらしい。ニーガンの隙を見て、"浮気"をしたのだ。ニーガンは、その相手マークの顔をアイロンで焼く。それを複雑な表情で見つめるドワイト。
ニーガンは、言葉でカールをいたぶり続ける。顔面の包帯を外させ、その酷い傷痕に仰天して見せたり、部下を何人も殺した償いとして歌わせたりするが、なかなかその真意がつかめない。
カールの姿を求め、リックらは無茶な探索行を続けている。ジーザスの案内で、〈救世主〉の本拠地へ向かう。確信はなかったが、状況を総合すると、カールもそこにいると思われたのだ。だが、彼らは路上でニーガンと行き会う。
ニーガンは、無傷のカールを引き渡す。いわく、部下を殺したカールに手出しすることなく解放することで、〈救世主〉は"サービス"を提供していることをわかってもらいたいと。規則を守れば暴力は用いない。「俺は道理のわかる男だ」と言い残し、ニーガンは去る。
ユージーンは、弾薬製造工場を手に入れる。そしてリックとジーザスは〈救世主〉の防御体制と兵力についての情報を確認し合う。ジーザスは、ついにエゼキエルを紹介するときが来たと告げる。
エゼキエルとは、シヴァという名の虎を従え、〈王国〉と呼ばれる共同体を率いる"国王"だった。そして、リックらはひとりの内通者を紹介される。それはドワイトだった。ニーガンの"妻"のひとりであるシェリーはもともとドワイトの妻で、彼女を奪われる過程で"アイロンの刑"を受けたのだと彼は語る。信頼されてもされなくても、ニーガンの弱点を教えてやると。

### 第十九章「戦への道」《Volume 19『MARCH TO WAR』》
ヒルトップにいるマギーはグレンの墓に寄り添いソフィアと共に暮らしていた。そこへジーザスが現れ「リックが戦う準備をしている」と告げる。そしてカル、グレゴリーにも告げるがグレゴリーからは猛反対される。リックはニーガンと戦う事をカール、ミショーンにも告げる。しかしリックの決意を知らないスペンサーは反抗するようになる。ジーザスはマギーにアールを紹介するが、アールから「カルは偵察に行った」と言われてジーザスは愕然とする。
ジーザスはカルの元へ急ぐ。リックはユージーンに「戦争を始める」と告げる。そしてリック達は王国へ出発する。ジーザスはカルを説得するがそこに〈救世主〉が現れ、ジーザスが殴られるが〈救世主〉はその場を去る。リック達は王国に到着し宴を開く。エゼキエルはミショーンに自分の過去とシヴァの事を語る。
ヒルトップではジーザスやカル達が王国へ出発しようとする。グレゴリーはジーザスに激怒するがジーザスは呆れてその場を去る。マギーはグレゴリーに不満を抱く。リック達は王国で銃や近接武器の訓練をする。リック達はドワイトからの情報で計画を練る。その頃アレクサンドリアに〈救世主〉が現れリックの到着を待つ。スペンサーはニーガンに「自分を指導者にしてくれ」と頼むが、怒ったニーガンはスペンサーの腹をナイフで切り裂く。
リック達はアレクサンドリアに戻るがニーガンがスペンサーを殺した事についてリックが激怒する。〈救世主〉に物資を半分渡すとリックは急いでアンドレアに「ライフルを持って鐘楼に上がれ」と告げる。そして〈救世主〉のトラックが門を出た瞬間、リック達はトラックを襲撃する。そしてニーガンを殺そうとするが別の所に配置していた〈救世主〉に阻止される。
ジーザスは〈救世主〉の前哨基地に向かうが、誰も居ない事に気がつく。アンドレアはリック達がどうするかを見ていたが後ろから〈救世主〉の男が襲いかかる。ニーガンはリックを殴るが怒ったカールがニーガンのバットを撃つ。アンドレアと男は戦い続ける。リック達は並ばされるが鐘楼から誰かが落ちるのを目撃し愕然とする。しかし落ちたのは男でアンドレアは生き抜いていた。
リックはアンドレアが死んだと思い涙を流す。ニーガンが「誰にしようかな…」と選び始めた時、ジーザスが密かに近付いて〈救世主〉を襲撃する。運動神経の良さで銃弾をかわしニーガンを捕らえる。すると次の瞬間、エゼキエル達も現れ襲撃する。しかしニーガンに逃げられてしまう。リックとミショーンは急いでアンドレアの元へ急いで助ける。リックはカールに「ニーガンを殺す」と約束する。一方ニーガンは〈救世主〉達に「戦争を始める」と宣言する。

### 第二十章「全面戦争 第一部」《Volume 20『ALL OUT WAR  PART ONE』》
戦争当日、リックはアンドレアに不安を告げるがアンドレアが勇気づける。エゼキエルとミショーンは共に夜を過ごしていた。ユージーン達は弾薬を製造する。リックは皆にスピーチをする。アンドレアとカールはアレクサンドリアで留守番をする。そしてリック達は聖域の前で待ち構える。ニーガンが現れリックは降伏をするよう叫ぶが、ニーガンは「別の案がある」と言い、次の瞬間グレゴリーが出てくる。そして「今すぐ家に帰らないと家が無くなる」と脅す。
しかし八人しか帰らずグレゴリーは階段から蹴落とされる。そして銃撃戦が始まる。リック達はスナイパー達を倒すが銃撃を止めない。ニーガンはそれを不審に思うが、それは聖域にウォーカーの大群を引き寄せるためであった。リック以外の者は撃つのを止めその場を去る。リックが聖域に車を突っ込もうとするがホリーがリックを殴り代わりに突っ込む。ウォーカーに襲われそうになるホリーをニーガンが助ける。そしてリックは仲間の元に戻る。
聖域に連れてかれたホリーはニーガンに言い詰められるが反論し、そのまま部屋に閉じ込められる。リック達は聖域の近くで野営をし、聖域に残ったホリーを心配していた。リックは皆に「俺とエゼキエルの二部隊で前哨基地を破壊する」と告げる。ニーガン達は聖域に集まったウォーカーを倒していた。その間にホリーは〈救世主〉の男にレイプされそうになるがそこに現れたニーガンが男を殺す。そしてニーガンはホリーに「俺たちは怪物じゃない」と告げる。
ヒルトップに裏切ったグレゴリーが到着する。マギーはリックの事を悪く言うグレゴリーを殴り激怒する。そしてヒルトップの住民に「リックを信じている」と告げる。アレクサンドリアに戻ったミショーンはカールと会話をする。リック達は多数の犠牲を出しながらも前哨基地を潰していくが、エゼキエル達は逆に返り討ちにされてしまう。逃げた先でウォーカーの大群に襲われるが突如現れたシヴァに命を助けられる。しかし、シヴァを失ってしまいその事をミショーンに話す。

## ドラマとの違い
ドラマ「ウォーキング・デッド」は本作を元にして制作されているが、本作とは登場人物や物語の展開が違っている。物語の大筋はある程度同じだが、リックがアトランタでグレンと出会い助けられる辺りから段々と細かな部分が違ってくる。
- 物語の展開が違う。（例：ドラマではアトランタにアンドレア達が取り残されているが、原作はグレン一人が物資調達に来ているだけ）
- 出会う人物が違う。（例：ドラマでは初期キャンプにジャッキーとモラレス一家がいるが、原作にはいない）
- 生存者や犠牲者が違う（例：ドラマでは生き残ったキャラが死んだり、死ぬキャラが生き残ったりする）
- 一部、原作のみ登場するキャラクターが存在する。（例：ハーシェルの子供達）
- 一部、ドラマに登場していたキャラクターが存在しない。（例：ダリル＆メルルのディクソン兄弟）
- 同じ名前だが人物像や役柄、周囲との関係性が大きく違う場合がある。（例：アンドレア、キャロル）
- その他、細かな設定が違う。

上記の理由からドラマと原作とでは大幅な違いがある為、パラレルワールドのような関係になっている。故にどちらかを先に見て大きなネタバレになる事はなく、個別の作品として楽しむ事ができる。また、同名のキャラクターが全く違う設定で出てきたり、原作を知っているが故に意外な配役を楽しむ事ができる。

## ゾンビ
作中における生ける屍、いわゆるゾンビ。なぜゾンビ化したのかの原因は不明。今のところ正式な名称はなく、主にリックたちのグループにおける呼称は「徘徊者」「潜伏者」である。そのため、「噛みつき野郎」「ゾンビ」「感染者」と呼ぶ人々も存在する。
どの個体も基本的には活動は遅いが、肉体の欠損が少ない個体は生者の早歩きから小走り程度の早さで活動できる。また、銃で何発も撃たれたり、下半身を失った状態でも活動を続ける。首のみでも活動は停止しない。活動を止める有効な方法は、頭部を破壊することのみである。
聴覚や視覚は程度が不明ながら有していることが窺え、銃声やアラームのような大きな物音や音声に反応して進行方向を変えたり、生者の姿を見つめながら襲いかかる。食性については人肉だけでなく、シカやウシなどの動物の生肉も欲する。基本的に生者を襲うのは食欲によるものであり、ゾンビにとっての食物とは感染していない生肉であることが示唆されている。それゆえに共食いは起こらず、餌となる生き物がいなくなると、ふらふらと歩きまわる程度の行動しか行わない。死亡してから時間の経過した腐肉は好まないという描写がある。
リック達はゾンビを観察した結果、生者の血肉を求めて歩き回り積極的に追いかけてくる「徘徊者（ローマーズ）」と、その場を動かず生者が接近した時だけ反応する「潜伏者」の二種類がいる事を発見している。
また、大きな音などに反応して、ある一定の集団のゾンビが音のした方に向かい、途中で他のゾンビ達の近くを通り過ぎると、他のゾンビ達も集団についていくようになる。こうした事を繰り返し合流する事で大集団の「群れ」が出来上がる。群れは人波の膨大な質量で、バリケードや隠れ家ごと進行方向の物をなぎ倒していくようになる。

## 登場人物 (Volume1~4-)

### リックとその家族 (Volume1-)
リック・グライムズ (死亡)
本作の主人公。ケンタッキーの田舎町シンシアナの保安官。脱獄者を逮捕する最中撃たれ、ゾンビ達が蔓延る世界になってから目覚めた。誠実な人柄を持ち、行動力・判断力に優れ、生存者達のリーダーを務める。最初に死ぬと誰でもゾンビ化する事に気付き、シェーンを始末しに戻った。また、基本的には誠実で正義感があるが、一方で意見の食い違いで対立したデクスターを乱戦時に始末するなど、したたかな面も見せる。ガバナーと初めて出会った際、彼に右手首を切断されてしまう。一時期、アレクサンドリアの警官をしていたが現在、アレクサンドリアのリーダーとして活躍している。アンドレアと恋愛関係になる。ヒルトップと協定を結び、〈救世主〉と呼ばれる集団を倒す事を約束するが、ニーガン達の人数の多さに圧倒し、反抗はよそうと仲間に問うが、それは嘘で〈救世主〉の情報を集めさせ、戦う決意をする。その事をアンドレアに告げる。カールを捜し聖域へ向かうが道中でニーガンと会いカールと再会する。ジーザスと共に王国へ向かいエゼキエルと出会う。そしてドワイトとも出会いニーガンの弱点を教えると言われる。カール、ミショーンに〈救世主〉と戦う事を告げる。ジーザス、エゼキエルと共に計画を練る。アレクサンドリアに戻り〈救世主〉と戦うが失敗し、並ばされる。鐘楼から誰かが落ちるのを目撃し愕然とする。危機に陥るがジーザス、エゼキエル達により助けられる。その後アンドレアを助ける。カールに「ニーガンを殺す」と約束する。戦争当日、アンドレアに不安を告げる。聖域に到着するとニーガンに降伏を求める。聖域を撃った後車で突っ込もうとするが代わりにやろうとするホリーに殴られ車を奪われる。その後仲間の元へ戻る。
最終的に銃で撃たれ死亡する。
ローリ・グライムズ (死亡)
リックの妻でカールの母親。とても気が強く、よくリックを含め他人と衝突する。ある時期、妊娠が発覚する。自分と家族を第一に考えている為、発言が他人の立場を考えない事が多く、その為に他人と衝突したり問題の火種を作る事も少なくない。刑務所にて娘を出産。しかし強襲してきたガバナーの手下、リリーのショットガンで抱きかかえた娘ごと撃ち抜かれて死亡する。その後、リックの幻想として何回か登場する。
カール・グライムズ (生存)
リックとローリの息子。7歳。子供ながらに過酷な現実に順応していこうとしていく。リックがシェーンに撃たれそうになっていたところに現れ、シェーンを涙ながらに撃ち殺した。森の中ではオーティスにゾンビと間違えられて撃たれてしまうが、一命を取り留める。アレクサンドリアのゾンビ侵入の際、ダグラスに右目を撃たれ倒れるが復活。しかし一時、一部の記憶が喪失していた。以降、片目で生活を送る。まだ子供ながらニーガンに反抗する強い心を持つ。〈救世主〉がアレクサンドリア訪問の際にトラックに乗り込み聖域で銃を放つが捕まり、ニーガンに聖域を案内される。その後無事にリックの元に帰される。リックから〈救世主〉と戦う事を告げられる。リック達が並ばされる時にニーガンのバットを撃つ。リックに「ニーガンを殺してくれ」と頼む。戦争当日、アレクサンドリアで留守番をする。
ジュディス・グライムズ (死亡)
崩壊後に刑務所内で産まれたリックとローリの娘。ガバナーの襲撃の際、リリーのショットガンにより母親ごと撃ち貫かれて死亡する。

### リックが最初に出会う生存者親子 (Volume1-)
モーガン・ジョーンズ (死亡)
リックが目覚めて初めて出会った生存者の黒人男性。その後、再びリックと再会し仲間となる。ミショーンと関係を持つ。アレクサンドリアのゾンビ侵入の際右腕を噛まれてしまうがミショーンにより斬り落とされる。一時期は回復するが命を落とす。
デュエイン・ジョーンズ (死亡)
モーガンの息子。ゲームとコミックスが大好きな少年。モーガンが目を離した隙にゾンビに噛まれてしまう。

### "アトランタ近郊"のグループ (Volume1-)
シェーン・ウォルシュ (死亡)
リックの親友で同僚の保安官。ローリとカールを保護して、キャンプまで連れてきた。アトランタのような大きな都市の近郊で、政府が事態を収拾するのを待つべきだと考えている。銃の腕前は高い。ローリとの問題でリックに苛立ちを覚え、リックに銃を向けるが、カールに撃たれる。
グレン・リー (死亡)
アジア系の青年で元ピザの配達人。とても身軽で様々な状況でも、持前のフットワークを活かして危機を脱出する。その他、生活費の為に窃盗や車泥棒などをした経験がある為、それが役立つ時がある。マギーと恋愛関係になり、やがて夫となる。アレクサンドリアでは、回収者としてヒースと共に物資を調達していた。マギーの妊娠により、ヒルトップへ移住するためリック達と共にヒルトップへ向かうが、道中で〈救世主〉に遭遇し、ニーガンにバットで殴り殺される。しかし、死ぬ寸前までマギーの名を叫び続けていた。
デール・ホーヴァス (死亡)
40年セールスマンをやっていた元年金生活者。キャンピング・カーの持ち主。妻は噛まれてゾンビになってしまったらしい。アトランタに向かう途中でアンドレアとエイミーを保護する。刑務所でガソリンを取る際に足を噛まれるが斬り落とし生存。その後、ハンターたちにより片方の足を切断されるが、その時肩を噛まれていた。アンドレアに看取られながら死亡する。
ジム (死亡)
アトランタから脱出してきた元機械工。脱出の際、自分の家族全員が目の前でバラバラに引き裂かれたのを目撃して精神的に不安定になっている。その為か、ゾンビに対して激しく激昂する。噛まれてしまい体調を悪くし、リックに自らを殺さずゾンビにさせてくれと頼み、そのまま死亡する。
アンドレア (生存)
エイミーの姉。法律事務所の事務員。射撃訓練の時、射撃の才能がある事がわかった。その後、様々な局面でその腕前をいかんなく発揮する。デールと恋愛関係になるが、デールの死後、デールの帽子をよく被るようになるが、リックと恋愛関係になった以降は被っていない。アレクサンドリアでは射撃訓練の指揮を執っており、見張り役もしている。〈救世主〉を倒そうと意気込むが、リックに制される。後からリックの考えを聞き、それに従う。リックの命令で〈救世主〉を襲う為、鐘楼で狙い撃ちをする。しかし〈救世主〉の男に襲われてしまうが、生き抜く。その後リックにより助けられる。戦争当日、アレクサンドリアで留守番をする
エイミー (死亡)
アンドレアの妹。元体育科専攻の学生。口調が汚いせいでドナによく睨まれるが、明るい性格でメンバーのムードメーカー。ゾンビに肩を噛まれて死亡する。
キャロル・ペルティエ (死亡)
夫を亡くした主婦。一人娘のソフィアと避難してきた。どちらかと言えば娘の事よりも、自分の事についてばかり考えてしまう節がある。旅の途中で出会ったタイリースと恋人になるが、ミショーンと関係を持ったことで自殺未遂をする。復活するが情緒不安定となってしまい、挙げ句の果てに自らゾンビに食われることを望み、自殺する。
ソフィア・ペルティエ (生存)
キャロルの娘。母親に起きた出来事と、様々な環境の劇的な変化から、少しずつおかしくなっていったが、今ではしっかり立場を分かっている。キャロルの死後、グレンとマギーの子供になるが、それがキッカケでキャロルを忘れマギーを母親だと思い込む。カールと恋愛関係になる。グレンの死後、マギーと共にヒルトップに残る。
アレン (死亡)
髭を蓄えた恰幅の良い男性で、ゲインズヴィルに住んでいた元靴店経営者。ドナの夫で、双子の子供を持つ。温厚な性格で銃も苦手。ドナの死後、精神的に弱くなるがリックにより復活する。しかし、刑務所探索の際、ゾンビに足を噛まれたことによりリックが足を切断するが、出血多量により命を落とす。
ドナ (死亡)
アレンの妻。ゴシップ好きで毒舌家。いつも何かに不満を漏らしていて、エイミーとはそりが合わない。町に入った際、ふと現れたゾンビにより噛まれてしまう。
ベン (死亡)
アレンの双子の息子。アレンとドナの死後、アンドレアとデールの子供になるが、森の中で弟のビリーを惨殺してしまい、リック達がベンをどうするか決めている中、ベンはカールによって撃ち殺される。
ビリー (死亡)
アレンの双子の息子。アレンとドナの死後、アンドレアとデールの子供になるが、森の中でベンに殺されてしまう。

### アトランタを離れた道で遭遇する三人組 (Volume2-)
タイリース (死亡)
元NFL選手の黒人男性。非常に体格が良く、腕力がある。ジュリーという一人娘がいる。のちにキャロルと良い仲になっていくが、ミショーンとも関係を持ってしまう。ガバナーの襲撃の際、ミショーンと二人でウッドベリーの住民を殺そうとするが捕まり、リック達が見ている中でガバナーに首を斬られ殺される。
ジュリー (死亡)
タイリースの娘。17歳。クリスとの仲を認めてくれないタイリースによく反発している。クリスと二人で死ぬ事を決意し、お互い銃を引くがクリスが早く撃ち死亡する。
クリス (死亡)
ジュリーのボーイフレンド。17歳。子ども扱いされる事に対して苛立ちを覚えている。ジュリーと二人で死のうとするが、早く撃ち殺してしまい、生き残る。後から来たタイリースによって殺される。

### "農場"の人々 (Volume2-)
ハーシェル・グリーン (死亡)
グリーン農場の主。獣医。菜食主義者で、キリスト教を深く信仰している。野菜の栽培知識にも高い知識を持つ。一時期はゾンビは病気にかかっただけでいずれ復活すると思い込んでいた。ガバナーの襲撃の際、ビリーが死んだ事により戦意喪失し、ガバナーに殺される。
レイシー・グリーン (死亡)
ハーシェルの長女。ゾンビを捕獲する時は、アーノルドと共に納屋で手伝いをしている。農場に侵入してきたゾンビが原因で食われてしまう。
マギー・グリーン (生存)
ハーシェルの次女。19歳。グレンと恋人になり、やがて妻となる。親を失ったソフィアの親代わりを務める。一時期、ハーシェルの死により精神がやられ自殺未遂をしたが、復活しもうそんなことはしないと決意する。アレクサンドリアでは、一時期、子供たちのために先生をしていた。グレン達と共に物資を調達したことにより、外の世界での不安が無くなり安心に変わる。妊娠が発覚し、グレンと共にヒルトップへ移住しようとするが、グレンの死によりソフィアと共にヒルトップに残る。ジーザスからリックが〈救世主〉と戦う事を告げられ賛成する。
アーノルド・グリーン (死亡)
ハーシェルの長男。後ろで髪を束ねた仏頂面の男で、父親がピンチの時真っ先に駆けつけ身を挺して守ったが、ゾンビに噛まれて死亡する。
ショーン・グリーン (死亡)
ハーシェルの次男。ゾンビになって納屋に閉じ込められている。
ビリー・グリーン (死亡)
ハーシェルの末息子。19歳。父を手伝い、よく畑仕事をしている。アンドレア程ではないが、狙撃の腕を持つ。ガバナーの襲撃の際、ハーシェルと共に刑務所を脱出しようとするが、頭を撃たれ死亡する。
スージー・グリーン (死亡)
双子の末娘。ツインテール姿。刑務所で、トーマスの手により首を斬られ殺される。
レイチェル・グリーン (死亡)
双子の末娘。眼鏡にロングヘア姿。同じくトーマスの手により首を斬られ殺される。
オーティス (死亡)
農場の使用人。ゾンビと間違えて、カールを撃ってしまう。元はパトリシアとウィルシャー・エステイツという町にいた。刑務所にゾンビがなだれ込んできた際、オーティスだけ食われて死亡してしまう。
パトリシア (死亡)
オーティスのガールフレンド。惚れっぽく盲目的で、それが原因で様々な問題を起こす事が多い。殺人犯のトーマスを助け出し、逆に襲われてしまい、囚人のデクスターに協力し、リック達と問題を起こしてしまう。ガバナーの襲撃の際、頭を撃たれ死亡する。

### "刑務所"の囚人たち (Volume3-)
デクスター (死亡)
囚人達のリーダー格。殺人罪で服役していた。リック達に自分の都合の良い情報を隠すなど、意外と策士。自ら起こした問題によりゾンビがなだれ込み殺していくが、その途中でリックに頭を撃たれる。
アンドリュー (行方不明)
薬物中毒者。ドラッグの所持・販売・窃盗の罪で服役していた。デクスターの友人で弟分。デクスターと協力し、問題を起こすがデクスターの死後、ひとり刑務所から逃げる。
アクセル (死亡)
武装強盗の罪で服役していた。白髭巨漢の白人男性。囚人の中では最も人当たりが良く、リック達とも仲良くなっていく。ガバナーの襲撃の際、頭を撃たれ死亡してしまう。
トーマス・リチャールズ (死亡)
禿げた中年サラリーマン風の男。通称トーマス。脱税の罪で服役していたというが、実際の罪状はデクスターも知らない。刑務所で謎の殺人事件が発生し、犯人はトーマスであった。アンドレアを殺そうとするが失敗し、リックに殴られる。その後、パトリシアによって救出されるが、マギーに撃ち殺される。

### 謎の放浪者 (Volume4-)
ミショーン (生存)
日本刀を振るう女剣士で元弁護士。腕と顎を削ぎ落としたゾンビ2人を引き連れて、ゾンビが押し寄せている刑務所に訪れた。接近戦では右に出る者はいないほど高い戦闘力を持つ。また、たまに誰もいない空間で誰かに話しかけている仕草を見せる。二人の娘、両親、2人の姉妹、兄弟がいたが、全てゾンビに殺された。刀は住んでいた家の隣人が持っていたコレクションで、引き連れているゾンビはその隣人と恋人。ガバナーを拷問し、娘の頭を斬る。タイリース、モーガンと関係を持つ。アレクサンドリアでは、一時期、警官をやっていた。リックから〈救世主〉と戦う事を告げられる。エゼキエルと関係を持つ。戦争当日、聖域の前でニーガンを待ち構える。

## 登場人物 (Volume5~8-)

### "ウッドベリー"の人々 (Volume5-)
ガバナー（フィリップ・ブレイク） (死亡)
ウッドベリーの町の「指導者」。人を拷問するのも殺すのも一切の躊躇をしない残忍な性格と、平然と嘘を吐き巧みな話術や演出で民衆を操る人心掌握術を持っている。ゾンビ化した娘を飼い慣らそうとしている。殺した者の頭部を水槽に入れて飾ったり、楽しそうに拷問や殺人をおこなったりと、異常な嗜好を持っている。ミショーンを拷問するが、仕返しされ右目を無くす。そこから眼帯を付ける。刑務所襲撃の際、リリーの手により頭を撃たれ死亡する。
ブルース (死亡)
総督の右腕。スキンヘッドの大男。総督の命令に忠実に動き、どんな残忍な事でも平然と行う。スーパーに物資を調達しに行った際にグレン達と遭遇し、銃撃するが逆にやられてしまい死亡する。
ゲイブ (死亡)
総督の側近。太めの男。総督に信頼されているが、本人は嘘の報告で誤魔化したりする事がある。刑務所襲撃の際、監視塔にいるアンドレアにより撃ち殺される。
ボブ (死亡)
元軍医。しかし、４０年前に二週間だけしかやっていない。現在はガバナーの家の前で飲んだくれているが、ガバナーがミショーンに拷問された際、回復させるまで治療に成功している。
ハロルド (死亡)
ウッドベリー闘技場の格闘選手。武器はバール。割と友好的な性格の持ち主。ウッドベリーの治療室にて口論になり相手に首を刺されて死亡する。
ユージン (死亡)
ウッドベリー闘技場の格闘選手。武器は棍棒。激しい気性の持ち主。ミショーンとの格闘の際、見事に刀で斬り殺される。
マルティネス (死亡)
境界警備員。元体育教師で、教え子達を救えなかった事を未だに後悔している。リック達がウッドベリーで捕まった際、助け出し刑務所に行くが急に姿を消す。リックに車で轢かれ理由を言う。ウッドベリーの住民を連れてくるだけでガバナーは来させないと言ったが、絞め殺される。
スティーブンス (死亡)
ウッドベリー唯一の医師。医療について何も知らなかったアリスを、助手が務まるまでに育て上げた。ガバナーについては昔から知っていて、彼に強い反感を抱いている。リック達とウッドベリーを脱出する際、ゾンビに噛まれて死亡してしまう。
アリス (死亡)
元インテリアデザイン専攻の大学生で、現在はスティーブンスの看護助手。学習能力が非常に高く、医療知識を増やしていく。リック達とウッドベリーを脱出し、スティーブンスの代わりに医師となる。ガバナー襲撃の際、自ら銃を撃つが足を撃たれ身動きが取れなくなり、ガバナーに頭を撃たれ死亡する。
ペニー・ブレイク (死亡)
ガバナー（フィリップ）の娘。ゾンビだが、ガバナーの家で飼われている。人肉を貰って機能をしているが、ミショーンにより頭を刺され機能を終える。
ウィリアムズ (死亡)
ウッドベリーの住民。脱出しようとするスティーブンスに息子の熱を直してほしいと訴える。
リリー (死亡)
ウッドベリーに住む女性。狙撃銃を使う。刑務所襲撃時にローリとジュディスを撃った事で激昂し、ガバナーの頭を撃ち、その身体をゾンビに食わせる。刑務所に侵入してきたゾンビを殺そうとするがやられてしまう。

## 登場人物 (Volume9~11-)

### ワシントンを目指す三人組 (Volume9-)
エイブラハム・フォード (死亡)
元陸軍軍曹で、筋骨隆々の大男。「任務」の為に、ワシントンに向かって旅をしている。怒りに任せて人間を素手で何人も引き千切るほどの怪力を持つ。一時期、リックと分かち合えなかったが今ではお互い信頼している。アレクサンドリアでは防壁建設のリーダーを務めていた。また、ロジータと別れ後にホリーが恋人になった。ユージーンと弾薬製造所を探していた際にドワイトに右目を射抜かれ死亡する。
ロジータ・エスピノーサ (死亡)
褐色のスレンダーな美女で、エイブラハムの元恋人。彼の心の支えとなっている。実は潔癖症。エイブラハムがホリーと寝た事で別れ、今はユージーンと一緒に暮らしている。だが、ユージーンからの告白は断っている。エイブラハムの死により、別れた後でもまだ彼を愛していたことを自覚する。
ユージーン・ポーター (生存)
自称「科学者」。ヒューストンからやってきた。ゾンビが蔓延した原因を知っていて、ワシントンにある研究施設に辿り着ければ、ゾンビ達を根絶できるという。化学的な知識に詳しく、その場の雑品で応急処置もできる。常に無線機を手放さない。しかし、無線機がキッカケで科学者ではなくただの教師だということが判明し、エイブラハムに殴られる。ロジータに告白するが、うまくはいかなかった。とある事でドワイトに捕まり人質になるが、ドワイトの局部を噛み危機を逃れる。また、リックに自分は弾薬を製造できると告げる。弾薬製造所を見つけ歓喜する。戦争当日、弾薬を製造する。

### 謎の来訪者と追跡者 (Volume11-)
ゲイブリエル・ストークス (生存)
旅の牧師。教会に一人で立てこもり、信者や弱者達を見捨ててしまった事を後悔している。ユーモアのセンスがない。一時期、リック達をアレクサンドリアから追放しようとダグラスに言ったが、すぐに却下される。アレクサンドリアに侵入してきたゾンビをリック達と共に倒し、成長した。
クリス (死亡)
リック達をつけ狙うハンター達のリーダー。自分の子供達を手にかけた事で、倫理観のタガが外れた。シニカルで自信家の気がある。人肉を食べて生きている。リックが現れて最初は自信満々で対応するが、指を撃たれたことにより、恐怖に陥る。リック達によって無残に殺される。
テレーザ (死亡)
クリスの仲間。メンバー内の呼び名はテレサ。唯一の女性だが、女性の肉を好む。リック達により無残に殺される。
アルバート (死亡)
クリスの仲間。デールを助けようとしていたグレンの足を撃った。感染肉を食べて動揺し、舌を切り落とそうとした。リック達により無残に殺される。
デイヴィッド (死亡)
クリスの仲間。鋭い目の男で、感染肉を食べてしまった後も冷静に状況を判断していた。リック達により無残に殺される。
グレッグ (死亡)
クリスの仲間。メンバーの中でもっとも大柄な男。アンドレアに耳を撃ち抜かれる。リック達により無残に殺される。

## 登場人物 (Volume12~15-)

### "アレクサンドリア"の人々 (Volume12-)
アーロン (生存)
スカウトマン。この世界では逆に怪しく思われるぐらい人当たりの良い好人物で、エリックとは恋人同士でコンビを組んでいる。コミュニティにとって有用な人材の発見と勧誘をしていたが、集団が襲ってきた事で勧誘を止める。〈救世主〉について皆に話すべきだとリックに問いかける。戦いに否定的なリックに恩を感じている為従う意志を持つ。戦争当日、聖域でニーガンを待ち構える。
エリック (生存)
スカウトマン。アーロンの恋人で、コンビを組んで生存者のスカウトをしている。集音装置を持っていて、100ヤード離れた場所の会話も聞き取れる。戦いに否定的なリックに不満を抱く。戦争当日、聖域でニーガンを待ち構える。
ヒース (生存)
物資調達係。親友スコットとコンビを組んでいるドレッドヘアに眼鏡の黒人青年。独特の都市攻略法を持つ。スコットが死んだ後はグレンと物資をよく調達している。デニースと恋愛関係になる。戦争当日、聖域でニーガンを待ち構える。
スコット (死亡)
物資調達係。隣の建物に飛び移ろうとして骨折してしまったところを、アーロンに救助される。しかし、感染症が拡がり命を落とす。
トビン (死亡)
防壁建設の担当責任者。しかし、ホリーを見捨てようとしたことにより、エイブラハムが責任者になる。アレクサンドリアにゾンビが入ってきたことにより、食われて命を落とす。
ブルース (死亡)
防壁建設担当者。ダグラスの配置方法に異を唱えている。アレクサンドリアにゾンビが近付いた際に、逃げ遅れて噛まれてしまう。エイブラハムにトドメを刺される。
ダグラス・モンロー (死亡)
共同体のリーダー。元下院議員。寛容でありながら冷静沈着で厳しい考え方もできる。それでいて女癖が悪い。レジーナが死んだ事により、情緒不安定になりアレクサンドリアにゾンビが入った時には銃を撃って対抗するが、無残にも食い殺される。
レジーナ・モンロー (死亡)
ダグラスの妻。激高しやすい性格で、余所者に対する不信感が強い。激昂するピートに対して反論をした事により、ナイフで首を切られ殺されてしまう。
スペンサー・モンロー (死亡)
ダグラスの息子。アンドレアの事が気になっている。しかし、アレクサンドリアにゾンビが侵入した際、見捨てようとした事がきっかけでアンドレアと別れるが、リックと繋がったアンドレアを祝福している。〈救世主〉を恐れている(フリをしている)リックに不満を抱く。アレクサンドリアを訪問してきたニーガンに「指導者にしろ」と頼むが怒りを買い、腹を切り裂かれる。
デニース・クロイド (生存)
女医で、スコットやカールの治療をし面倒をみる。ヒースと恋愛関係になる。思わず〈救世主〉の一人に銃を向けるが、リックに制される。
ニコラス (生存)
マイキーとポーラの父。愛称はニッキー。気が短く喧嘩っ早い。リックの言動に腹が立ち、問題を起こすが自分の行動を反省し、以降はリック達と共に問題を解決する一人となる。戦争当日、聖域の前でニーガンを待ち構える。
ポーラ (生存)
ニコラスの妻。
マイキー (生存)
ニコラスの息子。カールが銃を見せない事に腹を立てて突き飛ばした。
ピート・ドットソン (死亡)
ロンの父。共同体の医者。家庭内暴力を行っていて、家族に対する扱いが横暴。リックと揉み合いになりジェシーと別れたことにより苛立ち、リックを殺そうとするがレジーナを殺してしまう。挙げ句の果てにリックに殺される。
ジェシー・ドットソン (死亡)
ピートの妻。夫の振る舞いに苦しんでいる。アレクサンドリアにゾンビが侵入した際、リック達と共に脱出しようとするがロンがゾンビに食われたことにより動けず、自らも噛まれてしまう。
ロン・ドットソン (死亡)
ピートの息子。父親の家庭内暴力により右目を負傷している。アレクサンドリアを脱出しようとする際、恐怖のあまり足が動かなくなり、ゾンビに食われてしまう。
バーバラ (生存)
アレクサンドリアの住民。眼鏡をかけている。
オリビア (生存)
武器庫の管理人。また、食料なども管理しており、食料が不足している事をリックに話す。ニーガンに体型についていじられ思わずビンタする。
ホリー (生存)
防壁建設担当者。建設していた際、ゾンビに襲われそうになるがエイブラハムに助けられる。その事がキッカケでエイブラハムの恋人となった。エイブラハムの死後、ロジータにぶつかってしまうがお互いに自分の立場を理解する。戦争当日、聖域の前でニーガンを待ち構える。聖域に車を突っ込もうとするリックを殴り、代わりに突っ込む。ウォーカーに襲われそうになるがニーガンに助けられる。
エリン (生存)
アレクサンドリアの住民。眼鏡姿の女性。リックに不満を持つスペンサーを制す。

### "アレクサンドリア"を襲撃しようとする者(Volume13-)
デレク (死亡)
アレクサンドリア近辺で物資を調達していた集団のリーダー。門でリックと会話をし、脅すがアンドレアに頭を撃ち抜かれ死亡する。

## 登場人物 (Volume16~21-)

### "ヒルトップ"の人々 (Volume16-)
ジーザス（ポール・モンロー） (生存)
ゾンビを排除していたエイブラハムとミショーンの前に現れる謎の人物。正体はヒルトップという集団のリクルート役。武器を使わなくても相手に勝てるほどの強さを持ち、手縄などは簡単に解けることが出来る。リックと協定を結び、〈救世主〉の存在をリック達に知らせる。救世主を詳しく知るためアレクサンドリアへ行き、リックに「ドワイトを追い、〈救世主〉を調べろ」と命令され、ドワイトを追う。道中捕らわれるが逃げ出しアレクサンドリアへと戻り、リックにエゼキエルを紹介し王国へ向かう。マギー、グレゴリー、カルにリックが〈救世主〉と戦う事を報告するが、カルが不審な動きを見せ愕然とする。その後カルを説得する。前哨基地に行くが誰も居ない事に気がつく。その後〈救世主〉を襲いニーガンを捕らえるが逃げられる。リックに「あんたが指導者だ」と告げる。戦争当日、聖域でニーガンを待ち構える。銃撃戦をした後、聖域を去る。
グレゴリー (生存)
ヒルトップのリーダー。住民から信頼されてリーダーになった。リック達と出会った日にとある理由でヒルトップの住民に刺されるが、何とか一命は取り留める。〈救世主〉を倒すというリックの提案を了解し、協定を結んだが、グレンの一件でヒルトップが反抗している事がバレたのかと焦り、リックに殴られる。リックが〈救世主〉と戦うと言っている事に猛反対する。戦争当日、こっそり聖域に行きニーガンの味方になりリック達を脅すが八人しか帰らなかった事にニーガンが激怒し階段から突き落とされる。
カル (生存)
ヒルトップの門番役。槍を武器にしている。〈救世主〉を倒すというリックに、ジーザス同様自らも参加するという意向があったが、ジーザスから〈救世主〉と戦う事を告げられるとそれを報告しに〈救世主〉と会おうとするがジーザスの説得により考えを変える。戦争当日、聖域でニーガンを待ち構える。グレゴリーの脅しで聖域を去る。
エドゥアルド (生存)
ヒルトップの門番役。槍を武器にしている。マンディという彼女がいる。問題を起こしたリックに向かって槍を突き出す。ゾンビの頭に槍を投げて突き刺す遊びをしている。
ウェズリー (生存)
ヒルトップの住民。グレゴリーにイーサンが帰ってきた事を伝える。
イーサン (死亡)
ヒルトップの配達チームの一人。グレゴリーにメッセージを伝えると近付き、グレゴリーを刺すがすぐにリックに取り押さえられる。一時、リックを殺そうとするが逆にやられ首を切られて死亡する。
ハーラン・カーソン (生存)
ヒルトップの医師。グレゴリーを治療した本人。赤ん坊を取り上げた経験がある。
サミュエル (生存)
ヒルトップの住民。イーサンを殺したリックに殴りかかるが、ジーザスに止められる。
ブリアンナ (生存)
ヒルトップの住民。悲しみに暮れたマギーに寄り添い話をする。
アール・サットン (生存)
ヒルトップの鍛冶屋。武器や部品を作る事が出来る。唯一ジーザスの事をポールと呼ぶ。

### 〈救世主〉 (Volume17-)
ニーガン (生存)
〈救世主〉のリーダー。回りくどい言い回しで喋る。有刺鉄線が巻き付いているバット、通称〈ルシール〉を愛用している。リック達を囲んだ際に、「どれにしようかな…」と殺す一人を決め、グレンを選び殴り殺す。喋る時も殴り殺す時もずっと笑っており、楽しんでいる。また、よく卑猥な発言を言う。アレクサンドリアの訪問で物資を半分持っていくが、トラックに潜んでいたカールに聖域で銃を放たれるが歓迎する。問題を起こした者にアイロンを当てる。その後無事にカールを帰す。再びアレクサンドリアを訪問した際、「指導者にしろ」と頼むスペンサーの腹を切り裂く。リックに襲われるがその事を見越し予備迎撃チームを配置していた。カールにバットを撃たれ激怒する。ジーザスに逆に襲撃され逃げる。そして「戦争を始める」と宣言する。戦争当日、リックに降伏を求められるが断りグレゴリーを出すが役に立たずグレゴリーを階段から突き落とす。そして銃撃戦で避難するがその際車で突っ込んできたホリーと出くわす。
ドワイト (生存)
〈救世主〉のメンバーでニーガンの右腕的存在。とある理由で顔の左半分が焼かれており、左目にはずっと目薬をさしている。エイブラハムを射抜き、ユージーンを人質にするが局部を噛まれ逃走する。しかし、アレクサンドリア襲撃の際に捕まり監禁されるが、リックの提案により解放される。道中捕らえたジーザスと共に聖域に帰るが逃げられる。王国に向かいリックとジーザス、エゼキエルにニーガンの弱点を教えると味方に付く。
マイク (生存)
〈救世主〉のメンバー。黒人で帽子を被っている。ニーガンを呼ぶため銃を発砲する。
ジョン (生存)
〈救世主〉のメンバー。黒人で坊主頭の男。ジーザスを倒そうとする。
タラ (生存)
〈救世主〉のメンバー。女性で、隙を突いてジーザスを倒す。
カーソン (生存)
〈救世主〉のメンバー。医者をしている。
アンバー (生存)
ニーガンの妻の一人。〈救世主〉のメンバーで元彼氏であったマークと問題を起こしてしまう。
シェリー (生存)
ニーガンの妻の一人。ドワイトの元妻。
マーク (生存)
〈救世主〉のメンバー。アンバーの元彼氏。問題を起こしニーガンにアイロンを顔に当てられる。
コナー (生存)
〈救世主〉のメンバー。カルに呼び出されジーザスから「貢物が少なくなる」と言われ、ジーザスを殴る。
セス (生存)
〈救世主〉のメンバー。アレクサンドリアでくつろぐニーガンの見張り番をしている。

### "王国"の人々 (Volume18-)
エゼキエル (死亡)
王国のリーダー。皆からエゼキエル王と呼ばれている。虎のシヴァをペットにしている。〈救世主〉を倒そうとリックの意見に賛成する。ミショーンに飼育員だった過去とシヴァを助けた時の事を語る。アレクサンドリアに行き危機に陥ったリック達を助ける。ミショーンと関係を持つ。戦争当日、聖域でニーガンを待ち構える。
シヴァ (生存)
エゼキエルの愛虎。人懐っこく争いを嫌う。アレクサンドリアに襲撃した際、〈救世主〉達に襲いかかる。
リチャード (生存)
エゼキエルの警護班長。戦争当日、聖域でニーガンを待ち構える。

## 派生作品
前述のテレビドラマのほか、ゲームも2012年以降に数タイトル発売されている。